# 长湍站
長湍車站（：／ Jangdan yeok */?）位於韓國京畿道坡州市，為京義線的廢棄車站。

## 歷史
- 1906年4月1日：開業。
- 1950年12月31日：以山嶽式蒸汽機車與客車25節編成、汗浦始發預定開往汶山車站之旅客列車駛入本站後因軍事命令停駛；客車與站內線路一併拆除[1]。

## 車站概要
本站位於現今都羅山車站西北之軍事分界線旁，車站四周為南北韓非軍事區，一般民眾無法進入。

## 車站構造
本站為地面車站，惟已於1950年廢站；現僅餘月台一座。

## 鄰近車站
- 京義線全線開業時營運模式

1. ↑  国分隼人著 「将軍様の鉄道 北朝鮮鉄道事情」73ページ